# Georg Landsberg
Georg Landsberg (Breslávia, 30 de janeiro de 1865 — Berlim, 14 de setembro de 1912) foi um matemático alemão.
É conhecido por seu trabalho em teoria de funções algébricas e sobre o teorema de Riemann–Roch. A curva de Takagi–Landsberg, um fractal que é o grafo de uma função que não é diferenciável em ponto algum sendo porém uniformemente contínua, é denominada em homenagem a Teiji Takagi e Landsberg.
Landsberg obteve um doutorado na Universidade de Breslávia em 1890. Lecionou na Universidade de Heidelberga, de 1893 a 1904, quando retornou a Breslávia como professor extraordinário de matemática. Em 1906 foi para a Universidade de Quiel, tornando-se professor ordinário em 1911. Werner Fenchel declarou ser ele "indubitavelmente o mais proeminente" dos matemáticos em Quiel naquela época.
Em parceria com Kurt Hensel escreveu Theorie der algebraischen Funktionen einer Varaiblen (1902), um livro texto descrito como um clássico da área, que foi referência durante muitos anos.